# Alfred Emil Karl Schmidt
Alfred Emil Karl Schmidt (* 10. August 1894 in Hannover; † 24. April 1987 in Peine) war ein deutscher Politiker. Er war Mitglied der NSDAP-Fraktion im Braunschweigischen Landtag und gehörte dem Rat der Stadt Braunschweig an.

## Leben und Werk
Schmidt legte 1914 sein Abitur in Hannover ab und nahm als Freiwilliger am Ersten Weltkrieg teil. Danach studierte er Volkswirtschaft in Göttingen und Rostock und absolvierte in Hannover eine Banklehre. Im Jahre 1925 stellte ihn der Nordwestdeutsche Handwerkerbund als wissenschaftliche Hilfskraft ein. Schmidt wurde 1926 Syndikus des Handwerkerbundes in Braunschweig und im Mai 1932 auch Syndikus der Handwerkskammer.

### Zeit des Nationalsozialismus
Nachdem Schmidt am 14. September 1930 auf der Bürgerlichen Einheitsliste in den Braunschweigischen Landtag gewählt worden war, trat er im Juli 1932 gemeinsam mit Hermann Vahldiek, dem Vorsitzenden des Handwerkerbundes, zur NSDAP-Fraktion über. Von Mai 1933 bis April 1945 war er Geschäftsführer der Handelskammer. Diese wurde 1934 in Industrie- und Handelskammer umbenannt und 1943 mit der Handwerkskammer zur „Wirtschaftskammer“ zusammengeführt. Von 1935 bis 1945 wirkte er als Kreiswirtschaftsberater der NSDAP. Seit 1935 gehörte er dem Rat der Stadt Braunschweig an.

### Nach dem Zweiten Weltkrieg
Nach Ende des Zweiten Weltkriegs wurde Schmidt von der britischen Militärregierung interniert. Von 1949 bis 1964 war er Geschäftsführer des braunschweigischen Verbandes des Hotel- und Gaststättengewerbes. Die Geschäftsführung des Großhandelsverbandes Braunschweig hatte er von 1953 bis 1964 inne. Von 1961 bis 1964 war er in Braunschweig Mitglied der CDU-Ratsfraktion.